# Ми-1
Ми-1 (по классификации НАТО: Hare — «Заяц») — советский многоцелевой вертолёт, разработанный ОКБ М. Л. Миля в конце 1940-х годов. Первый советский серийный вертолёт.
Первоначально обозначался как ГМ-1 (Геликоптер Миля-1). Первый полёт Ми-1 совершил в сентябре 1948 года. В 1951 году был введён в опытную эксплуатацию. Серийное производство велось в СССР в 1952—1960, в ПНР в городе Свиднике в 1956—1965. Всего было построено 2680 машин.

## История
После завершения Великой Отечественной войны Миль приступил к разработке трёхместного экспериментального геликоптера ЭГ-1 (не путать с ЭГ ОКБ Яковлева), построенного по одновинтовой схеме с двигателем М-13 и оригинальным устройством автоматического повышения устойчивости полёта. 9 апреля 1946 года проект был продемонстрирован экспертной комиссии МАП, которая одобрила его, но посоветовала внести ряд изменений, вызванных реальными возможностями советской авиапромышленности.
17 февраля 1947 года началось проектирование универсального испытательного стенда — «натурной геликоптерной установки» (НГУ), предназначенной для изучения полноразмерных несущих винтов и доработки конструкции основных частей винтокрылых аппаратов.
Приказом главы ЦАГИ от 26 марта 1947 года на базе лаборатории штопора и вертикальной аэродинамической трубы Т-105 была создана лаборатория 5 «для решения научных проблем по геликоптеростроению и штопору самолёта», которая состояла из двух секторов. Начальником лаборатории и геликоптерного сектора назначили М. Л. Миля.
Первый вертолёт ОКБ М. Л. Миля, получивший обозначение ГМ-1 (Геликоптер Миля-1), создавался в качестве связного. В кабине, помимо пилота, могли находиться ещё два пассажира. Машина строилась по классической одновинтовой схеме с трёхлопастными несущим и хвостовым винтами. В её разработке учитывался опыт иностранного вертолётостроения, но, в то же время, советские инженеры пытались создать совершенно оригинальную конструкцию. Так, они сделали втулку несущего винта с разнесёнными вертикальными и горизонтальными шарнирами. Данная конструкция увеличивала эффективность управления вертолётом и была гораздо проще той, которая использовалась на американских машинах, схемы с совмещёнными горизонтальными шарнирами, ось которых проходит вдоль оси вращения несущего винта. В вертикальных и горизонтальных шарнирах применялись игольчатые подшипники. На осевом шарнире были два радиальных шарикоподшипника и один упорный. Для уменьшения колебаний лопастей в плоскости вращения применялись фрикционные демпферы. Проектировали этот аппарат вначале Н. Г. Русанович и А. К. Котиков, а позже А. Э. Малаховский — родоначальник конструкторской школы проектирования несущих систем «Ми».
Из-за отсутствия в ОКБ-4 производственной базы три первых опытных ГМ-1 строились на авиационном заводе в Киеве.

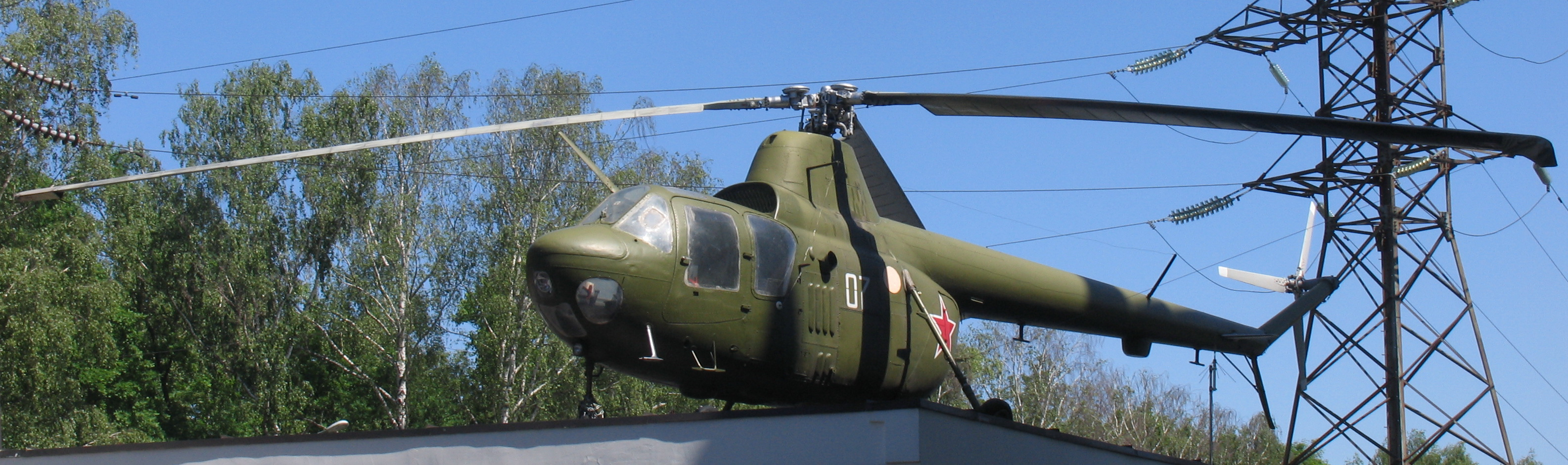
Ми-1У в Музее техники, Архангельское, Московская обл.

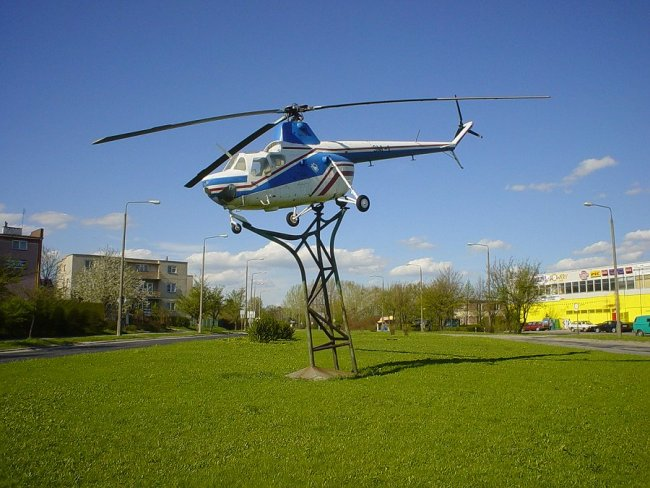
Ми-1 в Свиднике

Там же было проведено и первое испытание вертолёта на жёсткой привязи под начальством опытного инженера по испытаниям Г. В. Ремезова. Окончательной сборкой и доводкой машин после получения их из Киева занимался М. Н. Пивоваров. Первый прототип ГМ-1 был окончательно готов в августе. 20 сентября 1948 года на аэродроме Захарково лётчиком-испытателем М. К. Байкаловым было выполнено на нём три первых подъёма в воздух. Спустя десять дней ГМ-1 уже совершил полёт с поступательной скоростью 50-100 км/ч. В целом вертолёт показал достаточно высокую манёвренность и был достаточно устойчивым при полёте. При последующих вылетах была достигнута наивысшая скорость — 170 км/ч. Однако, с самого начала тестов стали появляться трещины в картере углового редуктора двигателя, что было связано с отсутствием инерционных демпферов крутильных колебаний. Во время тестирований от дефекта избавились путём введения в конструкцию главного вала упругих резиновых втулок. В дальнейшем при проектировании новой модели АИ-26В ОКБ Ивченко использовало в конструкции двигателя инерционный демпфер.
Летом 1949 года ГМ-1 поступил в НИИ ВВС, а 10 сентября начались его госиспытания, в которых участвовали Тиняков и ведущие инженеры Л. Н. Марьин и A. M. Загордан. Через полтора месяца испытания успешно закончились. Замечания военных свелись, в основном, к пожеланию упростить технику пилотирования, уменьшить уровень вибрации и облегчить наземную эксплуатацию. В 1950 году в НИИ ВВС были проведены дополнительные испытания этого вертолёта, в которые входило проведение аварийных посадок в режиме авторотации. Впоследствии, в 1950-е годы, военные испытатели совершили на ГМ-1 ряд специальных тестов, в которые входила эксплуатация вертолёта в горах и сложных метеоусловиях.
Во время испытаний ГМ-1 впервые возникли такие опасные явления, как флаттер и земной резонанс. От них избавились при помощи переделки лопастей и перерегулировкой фрикционных демпферов. Тестирования и доводка вертолёта привели к возникновению в ОКБ Миля научной школы решения проблем прочности, аэродинамики и динамики полёта вертолётов. Достаточно молодые инженеры Л. Н. Гродко, А. В. Некрасов, А. С. Браверман, решили немало трудностей, связанных с обеспечением усталостной надёжности деталей конструкции, действующих в условиях значительных знакопеременных нагрузок.

### Производство
В начале 1950 года Совет Министров СССР постановил создать опытную серию из 15 вертолётов ГМ-1 под обозначением Ми-1 на заводе № 3 в Подмосковье. Однако ввиду недооценки государственными и военными деятелями роли вертолётов в вооружённых силах и гражданской авиации внедрение Ми-1 в массовое производство всячески задерживалось. Обстановка изменилась только после демонстрации новой машины И. В. Сталину в 1951 году и информации об эффективном использовании американских винтокрылых машин в войне в Корее. Это привело к «октябрьскому» правительственному постановлению о создании новых транспортно-десантных вертолётов, и Ми-1 начал производиться на нескольких заводах авиационной промышленности. После постройки в 1952—1953 годах небольшой партии (30 штук) на казанском заводе № 387 (ныне ОАО «Казанский вертолётный завод»), массовое производство Ми-1 удалось начать в 1954 году на заводе № 47 (ныне ОАО «Стрела») в Оренбурге. (За период с 1954 по 1958 год там было выпущено 597 вертолётов). Через три года производить Ми-1 начал завод № 168 (ныне ОАО «Росвертол») в Ростове-на-Дону, где с 1956 по 1960 год было изготовлено 370 новых машин.
Позднее советская авиапромышленность сделала ставку на изготовление более современных на тот момент вертолётов Ми-4, но поскольку Советский Союз всё же нуждался и в лёгких Ми-1, руководство страны приняло решение перенести производство этих машин в Польшу.
Освоив в 1952 году производство истребителя Лим-1 (МиГ-15) и двигателя ВК-1, польские авиастроители на деле доказали своё умение. В 1954 году было подписано межправительственное соглашение о производстве Ми-1 и запчастей к нему в Польше. Тогда же было начато перепрофилирование авиазавода в Свиднике, до этого изготовлявшего агрегаты для завода в Мелыде. Подготовка к производству совершенно нового вида техники потребовала от коллектива предприятия освоения новых технологий и профессий, чему немало способствовала командированная из СССР группа специалистов.
В общей сложности в Польше было изготовлено 1683 вертолёта Ми-1 в различных вариантах и модификациях (в том числе 86 вертолётов SM-2). Большинство из них отправляли в СССР.

## Конструкция

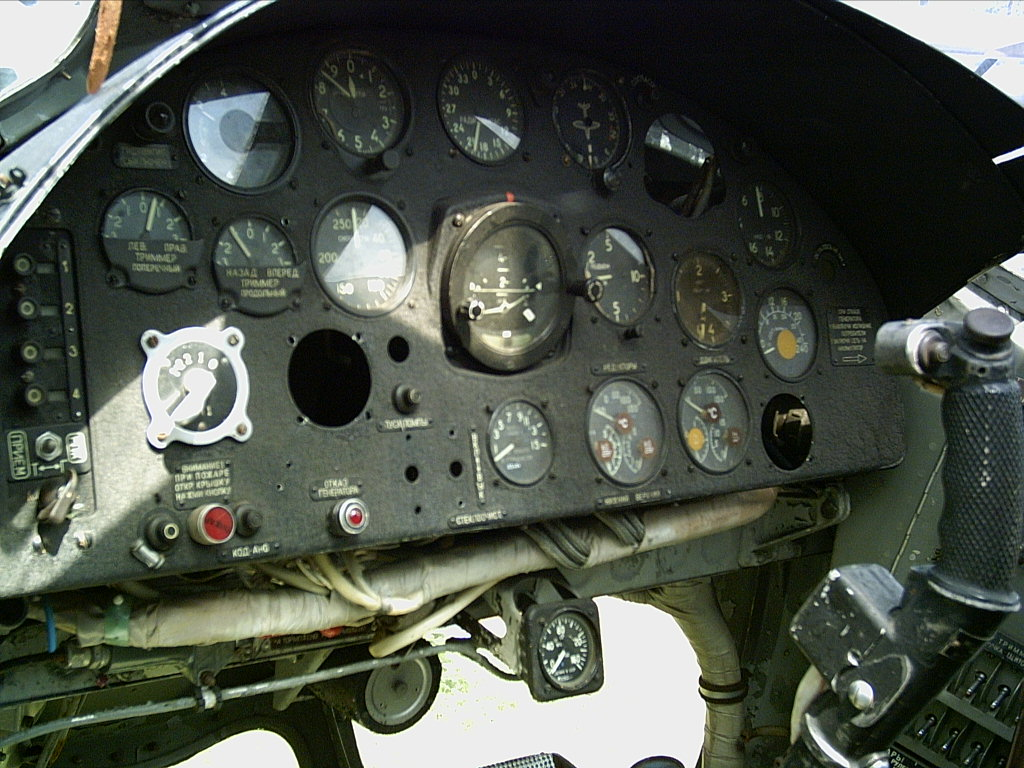
Приборная доска

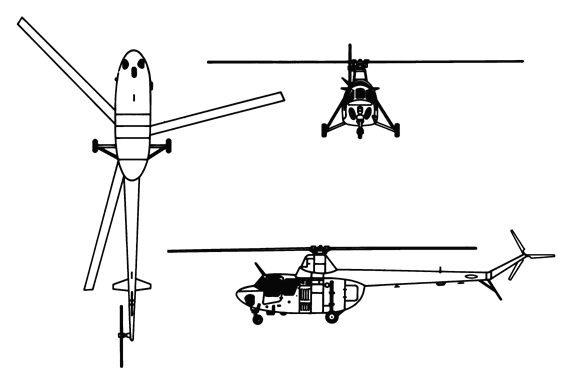
Ми-1 в трёх проекциях

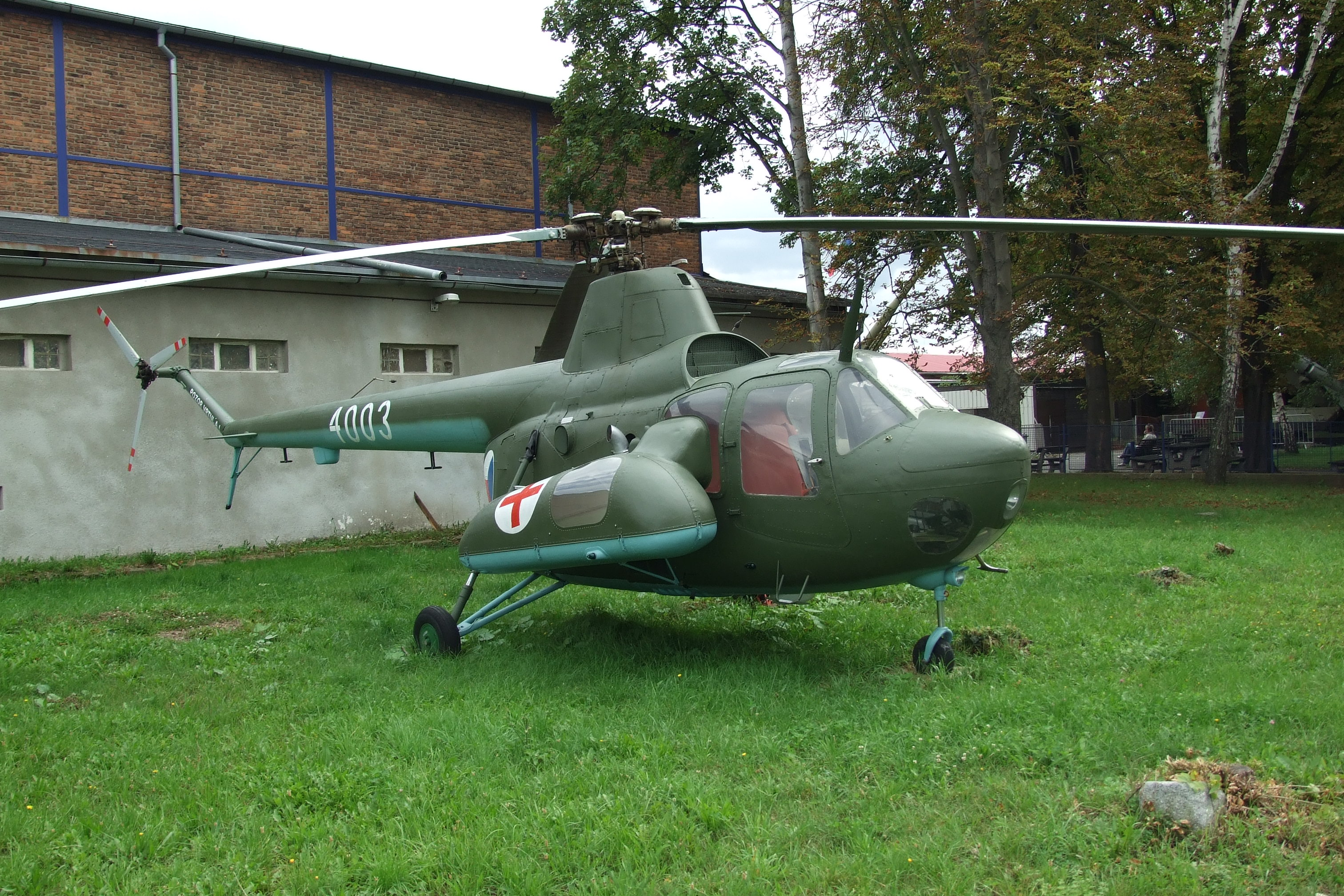
Медицинский Ми-1

Ми-1 представляет собой вертолёт, построенный по одновинтовой схеме с рулевым винтом, одним ПД и трёхопорным шасси.

### Фюзеляж
Фюзеляж имеет ферменную конструкцию с обшивкой из алюминиевого сплава и хвостовой балкой полумонококовой конструкции с отклонённой вверх концевой балкой и управляемым стабилизатором. В кабине размещаются лётчик на переднем сиденье и два пассажира на заднем, в учебно-тренировочном варианте с двойным управлением — курсант на переднем сиденье и инструктор за ним.

### Шасси
Шасси у Ми-1 трёхопорное, неубирающееся, главные опоры имеют ферменную конструкцию, передняя опора — самоориентирующаяся. На конце хвостовой балки имеется предохранительная опора. Колея шасси 3,29 м, база — 3,2 м. На Ми-1 были только стояночные тормоза, которые включались рычажком под приборной доской. Пилоты старались не рулить на Ми-1 «своим ходом», особенно по неровному грунту — вертолёт очень легко входил в колебания «земной резонанс» и моментально рассыпался от этого. Тем же недостатком отличался другой отечественный вертолёт — Ка-15.

### Несущая система
Несущий винт — трёхлопастный, с шарнирным креплением лопастей и фрикционными демпферами. Лопасти имеют смешанную конструкцию с трубчатым лонжероном, изготовленным из стали, деревянными нервюрами и стрингерами и обшивкой, изготовленной из фанеры и полотна. Лопасти трапециевидной формы в плане и профиле NACA 230 с переменной относительной толщиной. Последние модификации Ми-1 оборудовались прямоугольными, цельнометаллическими лопастями, с прессованным лонжероном, изготовленным из алюминиевого сплава с прикреплёнными к нему секциями с алюминиевым, сотовым заполнителем.
Рулевой винт — трёхлопастный, диаметром 2,5 м толкающий, с деревянными лопастями трапециевидной формы.

### Силовая установка
Силовая установка включает в себя один звездообразный семицилиндровый поршневой двигатель АИ-26В конструкции А. Г. Ивченко мощностью 423 кВт. Он установлен в вертикальном положении и снабжён угловым редуктором а также вентилятором для принудительного охлаждения. Двигатель запускался сжатым воздухом, запас которого был невелик. Чтобы не попасть в сложную ситуацию, когда воздух кончился, а двигатель не удается запустить где-нибудь посреди тайги, пилоты возили с собой запасной баллончик со сжатым воздухом.

### Топливная система
Топливная система Ми-1 включает в себя топливный бак ёмкостью 240 литров, также предусматривается установка дополнительного подвесного топливного бака ёмкостью 160 литров.

### Трансмиссия
Состоит из главного редуктора с муфтой сцепления, промежуточного редуктора и редуктора рулевого винта, валов и тормоза несущего винта. Скорость вращения вала несущего винта 232 об/мин, рулевого винта — 2050 об/мин.

### Система управления
Система управления механическая, имеет жёсткую проводку для управления общим шагом и тросовую — для циклического управления шагом лопастей несущего винта, а также общим шагом хвостового винта; управление стабилизатором от ручки «шаг-газ» имеет жёсткую проводку. Система управления включает в себя разгрузочные пружинные механизмы.

### Оборудование
Специальное оборудование позволяет пилотировать вертолёт в любое время суток, даже в сложных метеорологических условиях. Лопасти несущего и рулевого винтов, а также лобовое стекло кабины пилота оснащены противообледенительными спиртовыми системами.

## Тактико-технические характеристики
Источник данных: Уголок неба

Технические характеристики
- Экипаж: 1 человек
- Пассажировместимость: 2 человека
- Грузоподъёмность: 255 кг
- Длина: 12,09 м
- Диаметр несущего винта: 14,35 м
- Высота: 3,30 м
- Площадь, ометаемая несущим винтом: 81,90 м²
- Масса пустого: 1700 кг
- Нормальная взлётная масса: 2140 кг
- Максимальная взлётная масса: 2330 кг
- Силовая установка: 1 × АИ-26ГРФ
- Мощность двигателей: 1 × 429 кВт

Лётные характеристики
- Максимальная скорость:  185 км/ч
- Крейсерская скорость: 130 км/ч
- Практическая дальность: 430 км
- Перегоночная дальность: 1000 км
- Практический потолок: 3500 м
- Статический потолок: 2700 м
- Скороподъёмность: 318 м/мин

## Ми-1 в сравнении с другими многоцелевыми вертолётами
| Название    | Диаметр несущего винта | Длина фюзеляжа | Максимальная взлётная масса | Мощность            | Экипаж + Пассажиры | Крейсерская скорость | Макс. скорость | Радиус действия | Практический потолок | Разработчик       | Первый полёт |
| ----------- | ---------------------- | -------------- | --------------------------- | ------------------- | ------------------ | -------------------- | -------------- | --------------- | -------------------- | ----------------- | ------------ |
| S-51        | 14,94 м                | 12,45 м        | 2263 кг                     | 336 кВт             | 1 + 3              | 135 км/ч             | 165 км/ч       | 480 км          | 3962 м               | Sikorsky Aircraft | 1946 год     |
| Bristol 171 | 14,8                   | 18,62 м        | 2540 кг                     | 410 кВт             | 1 + 3              | 169 км/ч             | 212 км/ч       | 531 км          | 4115 м               | Bristol           | 1947 год     |
| Ми-1        | 14,35 м                | 12,40 м        | 2550 кг                     | 580 л. с. (427 кВт) | 1 + 3              | 145 км/ч             | 170 км/ч       | 360 км          | 3000 м               | ОКБ М. Л. Миля    | 1948 год     |

## Эксплуатация
В конце 1948 года в Серпухове была сформирована учебная эскадрилья в составе ВВС, занимавшаяся освоением вертолётов и подготовкой лётного состава. В начале 1951 года в эскадрилью поступили первые вертолёты Ми-1 из предсерийной партии — до этого лётная подготовка проходила на вертолётах Г-3, разработанных в ОКБ И. П. Братухина. С этого времени Ми-1 начал в массовом порядке поступать в подразделения связи Сухопутных войск, а позже — в отдельные вертолётные эскадрильи и лётные училища. Ми-1 длительное время являлся основным типом учебного вертолёта в СССР.
С февраля 1954 года началась эксплуатация Ми-1 в гражданской авиации. Спустя несколько лет Ми-1 уже применялся в «Аэрофлоте» на всей территории СССР. Фактически регулярная эксплуатация Ми-1 и вертолётов среднего класса Ми-4 началась одновременно — эти два типа составляли удачный «тандем», взаимно дополняя возможности друг друга.
Мощность двигателя АИ-26 составляла 580 л. с., что придавало значительную энерговооружённость лёгкому вертолёту (взлётный вес — около 2,5 тонн). Помимо этого, поршневой двигатель переходил с малых оборотов на большие практически мгновенно: на Ми-1 было достаточно легко «перепрыгнуть» через препятствие, не боясь попасть в перетяжеление несущего винта (ситуация, когда у двигателя не хватает мощности для поддержания его оборотов). Вертолёт прекрасно садился на авторотации. В то же время, нередки были случаи неуправляемого вращения вертолёта против хода несущего винта — особенно во время посадки с боковым ветром, что чаще всего приводило к аварии. Были случаи флаттера несущего винта. Как и другие вертолёты, разрабатывавшиеся в конце 1940-х — начале 1950-х годов, Ми-1 при рулении легко входил в земной резонанс и от этого моментально разваливался на части. На Ми-1 были только стояночные тормоза. Запуск двигателя производился сжатым воздухом, от баллона, и немало лётчиков прошло через ситуацию, когда после выключения двигателя на какой-нибудь отдалённой «точке» его не удавалось снова запустить из-за нехватки сжатого воздуха.
По своим лётно-техническим характеристикам вертолёт Ми-1 был близок к американскому вертолёту S-51 , появившемуся в 1946 году, и английскому «Bristol 171» (1947), однако, в отличие от этих машин, которые выпускались относительно недолго малыми сериями и вскоре были вытеснены более совершенными вертолётами, Ми-1 получили широчайшее применение в ВВС и гражданской авиации Советского Союза и многих государств мира.
О хороших лётно-технических особенностях вертолётов Ми-1 говорят установленные в 1958—1968 годах 27 мировых рекордов, в их числе рекорды скорости — 210,535, 196,452 и 141,392 км/ч на базе 100, 500 и 1000 м; рекорды высоты — 6700 м и дальности полёта — 1654,571 км, а также 11 женских рекордов. По данным, которые были приведены в ежегодном обзоре «Военная авиация стран мира», опубликованном в журнале «Флайт Интернешнл», на середину 1995 года в вооружённых силах стран мира применялось около 150 этих машин.
Армейские вертолёты Ми-1В активно применялись в Китае для борьбы с вооружёнными отрядами чанкайшистов и в других операциях полицейского характера. Египтяне и сирийцы применяли этот вертолёт в конфликтах с Израилем, использовался он и в гражданской войне в Северном Йемене. В Ираке Ми-1 был применён для подавления курдских мятежей. На Кубе Ми-1 использовали для ликвидации отрядов вооружённой оппозиции.
В СССР на вертолётах Ми-1 занималась перевозкой почты в труднодоступные районы, применяли в геологоразведочных и в сельскохозяйственных работах, использовали в ГАИ, вооружённых силах и ДОСААФ. С появлением более совершенных вертолётов Ми-2 и Ка-26 вертолёты типа Ми-1 стали постепенно сниматься с эксплуатации. Последний Ми-1 в СССР был официально списан в 1983 году, но, тем не менее, некоторые лётные экземпляры Ми-1 до сих пор можно увидеть в музеях и частных коллекциях.
По состоянию на лето 2014 года в России в лётном состоянии находится один Ми-1М бортовой номер RA-1994G.

## Выпуск
- Казанский авиазавод № 387. В 1952—1953 годах выпущена серия из 30 экземпляров.
- Оренбургский (Чкаловский) авиазавод № 47. В 1954—1958 годах выпущено 597 экземпляров.
- Ростовский авиазавод № 168. 1956—1960 годах выпущено 370 экземпляров.

С 1957 по 1965 год этот вертолёт серийно производился в Польше на государственном авиазаводе PZL (выпущено 1683 вертолёта).

## Варианты

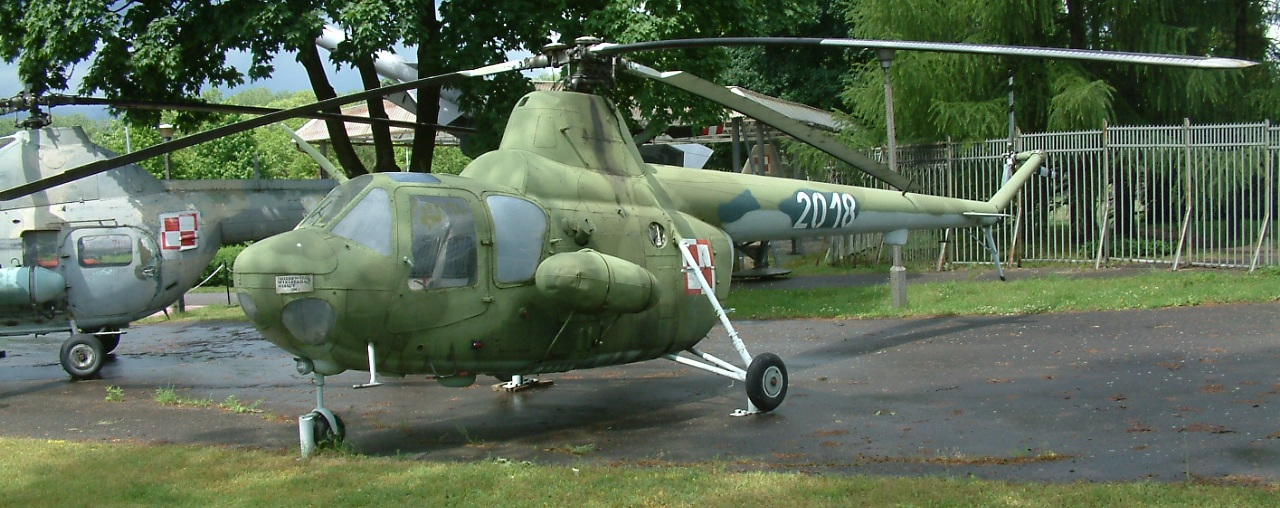
SM-1

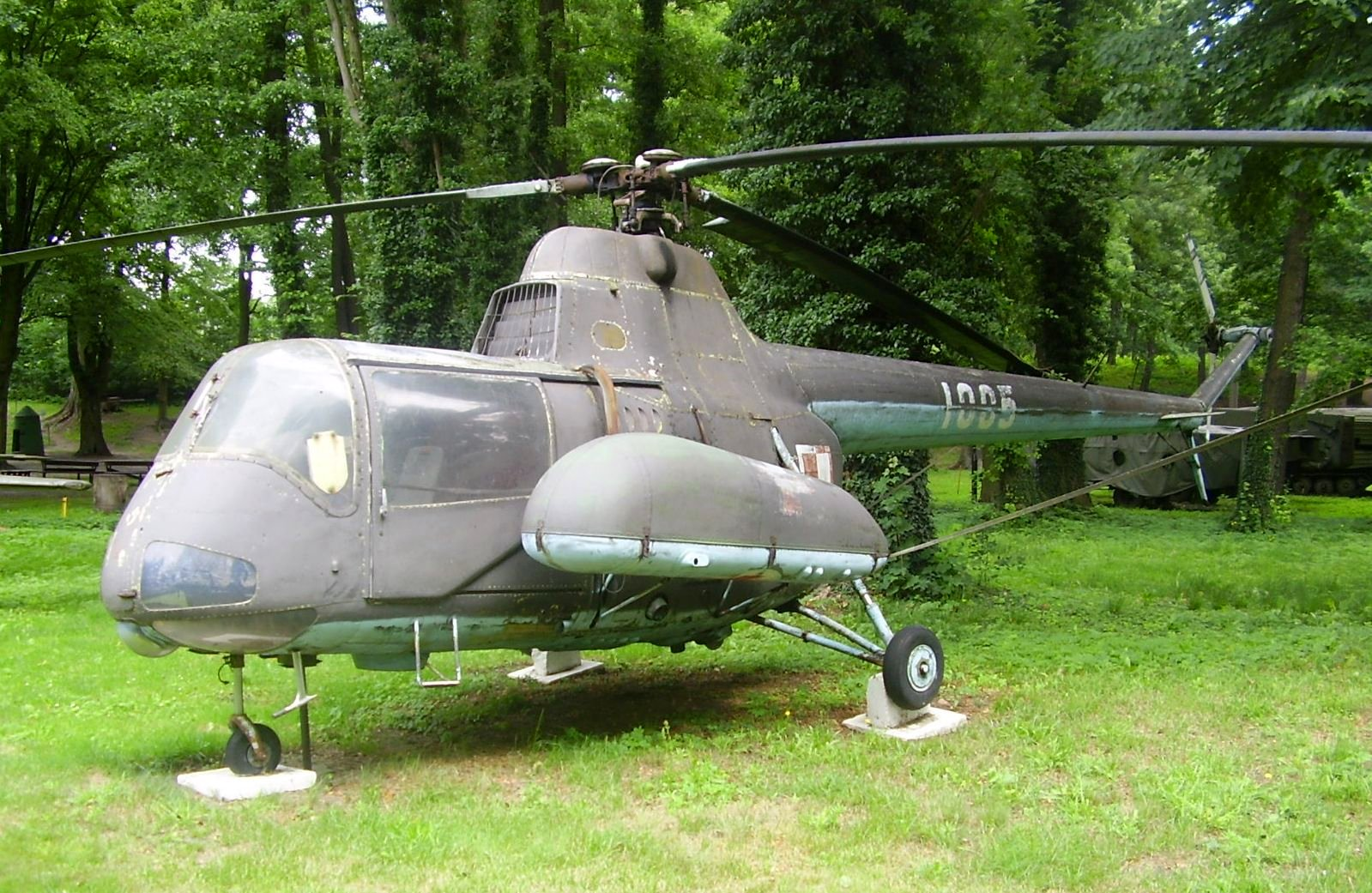
SM-2

| Название модели | Краткие характеристики, отличия. |
| --------------- | --- |
| Ми-1            | Базовый вариант, рассчитанный на пилота и двух пассажиров |
| Ми-1А           | Данная модель отличалась от Ми-1Т, главным образом наличием электромеханических триммеров, вместо пружинных, более совершенным приборным оборудованием, а также бортовым узлом установки дополнительного топливного бака. Существовала также учебная модификация, носившая обозначение Ми-1АУ, она была оснащена перископическим наблюдательным устройством и аэрофотоаппаратом корректировщиком — Ми-1 АКР. Ресурс основных частей вертолёта к концу 1950-х годов достиг 1000 часов, к середине 1960-х гг. — 2000 часов, а ещё через 10 лет достиг 3000 часов |
| Ми-1МНХ (НХ)    | Ми-1МНХ является усовершенствованным вариантом Ми-1. Ми-1М стал основой для появления новой гражданской модификации Ми-1МНХ. Она создавалась в пяти вариантах: пассажирский с трёхместным задним диваном, санитарный с боковыми съёмными гондолами, почтовый с подвесными контейнерами, перегоночный с дополнительным бензобаком и сельскохозяйственный, который при применении для опрыскивания и опыления оборудовался специальными боковыми баками аэропыла и штангами распылителей. В массовое изготовление и эксплуатацию Ми-1МНХ поступил, как Ми-1НХ и в 1959 году получил название «Москвич». С начала 1960-х гг. все Ми-1М и Ми-1НХ стали оснащать форсированными двигателями АИ-26ВФ, а также цельнометаллическими лопастями и гидроусилителями в системе управления. 27 июня 1960 года Ми-1НХ был показан Н. С. Хрущёву. Одним таким вертолётом, сделанным в варианте «люкс», пользовался президент Финляндии |
| Ми-1П           | Ми-1П представляет собой вариант с поплавками |
| Ми-1Т           | Ми-1Т является последующим развитием модификации Ми-1У. На Ми-1Т (Т — «трёхсотчасовой», это значило, что ресурс основных частей машины довели до 300 ч) установили более новую силовую установку, двигатель АИ-26В со взлётной мощностью 575 л. с., двери кабины были расширены, установлены управляемый стабилизатор и противообледенительная система обоих винтов. Новая опытная модель стала образцом для серии 1955 г. Её двухместная учебная модификация обозначалась как Ми-1ТУ. В 1954 году два таких вертолёта были переоснащены и отправлены на эксплуатацию в Арктику для базирования на ледоколах, в то же время были начаты работы по созданию варианта артиллерийского корректировщика Ми-1КР (позже Ми-1ТКР), запущенного в серию в 1956 году |
| Ми-1У           | Ми-1У является учебно-тренировочным вариантом с возможностью двойного управления. Широко использовался в ДОСААФ |
| Ми-3            | Ми-3 является результатом более глубокой модернизации Ми-1. Он был создан по заказу военных для медицинских нужд. От базового варианта Ми-1 отличался новым четырёхлопастным несущим винтом, более комфортабельной кабиной, также была изменена конструкция фюзеляжа, по бокам установлены подвесные гондолы для перевозки больных и раненых |
| SM-1            | Польская версия вертолёта Ми-1, разработанная польской компанией «PZL Swidnik». Впервые этот вертолёт поднялся в воздух в мае 1956 года, его пилотировал советский лётчик-испытатель Винницкий. В том же месяце новый вертолёт был продемонстрирован на международной Лейпцигской ярмарке. Серийные машинам было дано обозначение SM-1/300 (число 300 значило межремонтный ресурс лопастей главного винта) и соответствовали Ми-1Т. С начала 1957 года, вертолёты выпускались из польских комплектующих, кроме силовой установки. Но уже к концу года мотор АИ-26В под обозначением Lit-З стали производить на заводе в Жешуве. Серийный выпуск этого варианта продолжался до 1965 года. В общей сложности в Польше было изготовлено 1 597 единиц версии SM-1 разных модификаций, в основном они эксплуатировались в Советском Союзе |
| SM-2            | Является улучшенным вариантом вертолёта SM-1. Он был разработан польской фирмой «PZL Swidnik». Вскоре после начала изготовления SM-1, конструкторы в Свиднике под начальством Иржи Тирхи начали создавать улучшенный вариант вертолёта SM-1. Немалый запас мощности силовой установки Lit-З давал возможность создать машину с большей взлётной массой, а следовательно, с увеличенной коммерческой нагрузкой. Для её размещения, было решено сделать новый увеличенный фюзеляж, при этом сохранив другие основные агрегаты без изменений. Новый вариант вертолёта стал пятиместным, а в медицинской модификации больного можно было перевозить в салоне, загружая носилки с помощью носового люка. SM-2 впервые взлетел 18 сентября 1959 года, а в 1961 году он пошёл в серию. Однако новый вертолёт не получил широкого распространения. Его лётные характеристики немного уступали Ми-1М, и к тому же в СССР уже испытывался более совершенный Ми-2. Из-за этого SM-2 не получил признания, помимо ВВС Польши; некоторое число машин продали в Чехословакию. В том же 1961 году выпуск SM-2 закончился. Было произведено лишь 86 машин |

### Военные варианты
Во второй половине 1950-х годов за рубежом стали появляться вооружённые боевые вертолёты. В Советском Союзе такие машины стали разрабатывать в 1958 году на базе Ми-1МУ. По бокам этого вертолёта на кронштейнах закрепили две кассеты с 12 реактивными снарядами ТРС-132. В следующем году появились модификации, оснащённые пулемётами Никитина или Калашникова, 100-килограммовыми бомбами, а также первый в стране вертолёт, вооружённый противотанковой установкой «Фаланга» с двумя или четырьмя управляемыми ракетами. В 1961—1962 годах противотанковая модификация Ми-1МУ, вооружённая четырьмя ПТУР 3М11 комплекса «Фаланга», успешно прошла государственные испытания и была предложена к принятию на службы, но ввиду отсутствия у командования Вооружённых Сил позиции по использованию подобных вертолётов в серию эта модификация не пошла. Появившиеся через три года варианты Ми-1МУ, вооружённые ПТУР «Фаланга» (4 ракеты 9М17) или «Малютка» (6 ракет 9М14), не были приняты на вооружения из-за завершения серийного выпуска Ми-1. Остались невыполненными и варианты вооружения вертолёта крупнокалиберными авиапулемётами в боковых подвесных контейнерах.

### Другие проекты
В середине 1950-х годов в ВМС СССР были попытки использовать Ми-1 как противолодочный вертолёт, однако мощность силовой установки АИ-26В оказалась недостаточной для перевозки поискового и бомбового оборудования. Созданный в ОКБ проект вертолёта палубного базирования на базе Ми-1, оборудованного складывающимися лопастями и хвостовой балкой, так и не был реализован. В 1957 году испытывался модернизированный вариант Ми-1Т — военный укладчик телефонных линий связи. На его борта навешивались контейнеры с бухтами телефонного провода, которые позволяли проложить в одном полёте линию связи длиной 13 км.
Есть информация о применении вертолета Ми-1 в качестве воздушного такси в г. Одессе в период до 1965 г., заметка из местной газеты — «ОСТАНОВКА ВЕРТОЛЕТОВ. Одесский аэропорт продолжает продажу абонементов на пользование вертолетами-автобусами по маршрутам: площадь Мартыновского — Черноморка, с остановкой на 16 станции Б. Фонтана; Вокзальная площадь — Крыжановка — Куяльник — Вокзальная площадь. Стоянка четырёхместных вертолетов — такси перенесена на площадь имени Октябрьской революции. Фото с взлетающим вертолетом Ми-1 на фоне Одесского железнодорожного вокзала.»

## Страны, где использовался Ми-1

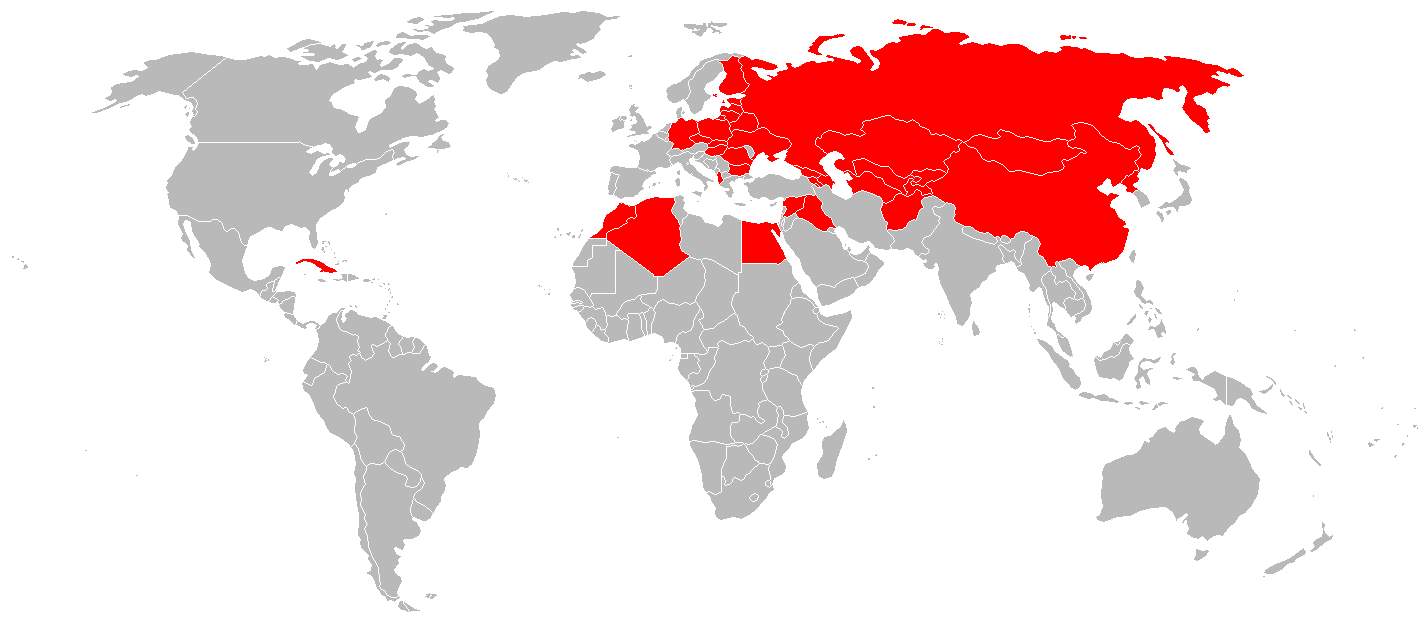
Страны, где используется Ми-1

| - Афганистан. - Албания. - Алжир - Болгария - Китай - Куба - ГДР - Египет - Финляндия | - Венгрия - Ирак - Монголия - КНДР - Польша - Румыния - СССР - Сирия |

## Катастрофы и аварии
| Дата             | Бортовой номер | Место катастрофы                                                                                | Жертвы | Краткое описание |
| ---------------- | -------------- | ----------------------------------------------------------------------------------------------- | ------ | --- |
| 7 марта 1949     | неизвестен     | Заводская испытательная станция НИИ ВВС                                                         | 1/1    | Во время перегоночного полёта с заводской испытательной станции в НИИ ВВС произошла катастрофа. Из-за некачественной сварки разрушился вал хвостовой трансмиссии, ГМ-1 начал вращаться относительно оси несущего винта, резко опустил нос и рухнул на землю. Пилотировавший вертолёт М. К. Байкалов погиб. |
| 27 сентября 1952 | Н1             | Красноярский край, Усть-Тарея                                                                   | 0/2    | В момент пролёта через овраг вертолёт самопроизвольно просел (потерял высоту) и оказался ниже уровня берега оврага. Желая набрать высоту, пилот взял ручку «ШАГ-ГАЗ» на себя, не включив форсаж, уменьшил этим тягу несущего винта, чем создал условия для дальнейшего снижения. Вертолёт ударился колесом о склон оврага, завалился на хвост и поломал хвостовой винт о противоположный склон, а затем аппарат развернуло и от ударов о склоны оврага разрушились лопасти несущего винта. Вертолёт перевернулся с работающим двигателем, упал на дно оврага и разбился. |
| 27 декабря 1963  | 40335          | Иркутская область, Усть-Удинский район, 10 км юго-западнее н.п. Подволочное                     | 3/3    | Вертолёт пропал без вести. Найден лишь 15 мая 1964 года. Комиссия выяснила что вертолёт попал в сложные метеоусловия, а пилот будучи в состоянии алкогольного опьянения не справился с управлением. |
| 23 июня 1964     | 40494          | Краснодарский край, Лабинский район, 12 км западнее пос. Кировский                              | 3/3    | Во время полёта вдоль ущелья вертолёт столкнулся с двумя натянутыми тросами предназначенными для сбрасывания древесины для её дальнейшего сплава по реке. Вследствие плохой освещённости и затенения тросов общим фоном местности пилот не мог вовремя заметить их. |
| 25 августа 1964  | 40438          | Красноярский край, Эвенкийский АО, 4 км северо-западнее н. п. Таимба, Байкитский район          | 3/4    | Сильное алкогольное опьянение пилота. Пилот из чисто хулиганских побуждений резко снизился до недопустимо малой высоты. Вертолёт столкнулся с вершинами деревьев и упал в лес. В результате удара о деревья и землю вертолёт полностью разрушился. |
| 08 сентября 1964 | 81513          | Краснодарский край, Белореченский район, близ станицы Саратовская                               | 3/3    | Потеря пространственного положения ночью в сложных метеоусловиях (туман). |
| 09 сентября 1964 | 17801          | Казахская ССР, Джамбульская область, 12 км юго-восточнее село Мерке                             | 1/1    | Разрушение вертолёта в воздухе вследствие удара лопастью несущего винта по хвостовой балке. Предположительно, при попадании вертолёта в облака при наличии сильной болтанки и крена вертолёта, создался нерасчётный режим полёта. |
| 25 июня 1965     | 17937          | Казахская ССР, Восточно-Казахстанская область, р-н пос. Средигорное, Зыряновский район          | 1/1    | Главной причиной катастрофы явилось неправильное принятие решения пилотом на обработку сложного участка по рельефу и наличию препятствий. |
| 13 июля 1965     | 81541          | Казахская ССР, Семипалатинская область, 35 км северо-западнее а/п Баршатас, Аягузский район     | 1/3    | Попадание вертолёта в вихрь на малой высоте, который способствовал образованию режима «вихревого кольца». |
| 29 августа 1965  | 10119          | Пермская область, Красновишерский район, 2 км севернее озера Нюхти                              | 2/2    | Разрушение вертолёта в воздухе. Очевидцы сообщали о ненормальном шуме двигателя, а когда вертолёт вышел из облачности от него отделился предмет. Комиссия установила, что причиной разрушения вертолёта послужил обрыв лопасти № 3 хвостового винта. Вероятно непосредственной причиной разрушения конструкции вертолёта являются удары лопастями несущего винта по хвостовой балке. Точно указать причину лётного происшествия по имеющимся данным не представляется возможным.                                                                                         |
| 15 декабря 1965  | 40461          | Якутская АССР, 40 км от Мирного                                                                 | 1/1    | ошибка экипажа, погодные условия |
| 11 апреля 1966   | 68046          | Тюменская область, ХМАО, оз. Ляминский Сор, 2 км северо-восточнее Песчаного, Сургутский р-н     | 1/1    | заход на посадку, погодные условия |
| 10 августа 1966  | 17917          | Тюменская область, ХМАО, Кондинский район, 95 км северо-восточнее а/п Гари Свердловской области | 1/3    | Полный отказ двигателя в полёте, жёсткая посадка на лес. Комиссия установила заклинивание двигателя вследствие разрушения верхней головки главного шатуна с последующим разрушением деталей цилиндропоршневой группы и мгновенным заклинением двигателя, о чём свидетельствует срез носка ведущего вала редуктора. |
| 25 марта 1967    | 17918          | Туркменская ССР, Красноводская область, 7 км южнее колодца Алтыкуи                              | 3/3    | Наиболее вероятной причиной катастрофы явилось вмешательство в управление вертолётом пассажира, в результате чего создалась аварийная обстановка в кабине вертолёта, в которой пилот с пилотированием не справился. |
| 10 сентября 1967 | 40464          | Коми АССР, Воркутинский горсовет, северо-западнее Хальмер-Ю, 67 км севернее аэропорта Воркута   | 3/3    | Разрушение вертолёта в воздухе. Возможно так же разрушение лопастей несущего винта. |
| 04 декабря 1967  | 10114          | Аэропорт Николаевск-на-Амуре                                                                    | 2/2    | Причиной катастрофы вертолёта является нарушение регулировки поперечного управления автомата перекоса. |
| 31 января 1968   | 68149          | Крымская область, Бахчисарайский район, 5,8 км западнее Бахчисарая                              | 3/3    | Предположительной причиной катастрофы могло быть возникновение пожара в воздухе в горячем отсеке вертолёта, что вынудило пилота принять немедленные меры для выполнения вынужденной посадки. В процессе снижения сложились такие условия, из которых пилот выйти не смог. В результате вертолёт оказался в перевёрнутом положении при столкновении с землёй. |
| 17 декабря 1968  | 68100          | Сахалинская область, Татарский пролив, близ н. п. Дуэ Александровск-Сахалинского района         | 1/1    | По расчёту комиссии предполагается, что вертолёт затонул в море на участке маршрута Александровск — Октябрьский в районе Дуэ — Октябрьский на небольшом удалении от берега. |
| 22 мая 1969      | 17879          | Казахская ССР, Гурьевская область, близ Кульсары                                                | 1/2    | Ошибка в технике пилотирования в результате чего при выполнении разворота на недопустимо малой высоте над водной поверхностью при сильном боковом ветре, вертолёт, зацепив за воду правым колесом и хвостовым винтом, частично разрушился и затонул в озере на глубине 5 м в 300 м от берега. |
| 16 июня 1969     | 40462          | Узбекская ССР, Каракалпакская АССР, 5 км от аэропорта Нукус                                     | 4/4    | После взлёта на высоте 100 метров началось разрушение частей несущего винта и хвостовой балки. Возможно отказ в системе управления общим шагом несущего винта. |
| 16 августа 1969  | 40443          | Приморский край, Тернейский район, верховье реки Кхуцин (Максимовка), район горы Курортная      | 2/2    | Вертолёт пропал и был обнаружен только в 1975 году на склоне отрога горы Курортная. По заключению комиссии вертолёт в момент катастрофы находился в исправном состоянии. Возможные причины: невнимательность пилота, полёт в условиях плохой видимости. |
| 19 августа 1969  | 10190          | Пермская область, Красновишерский район, 3 км северо-западнее н. п. Северный Колчим             | 2/2    | Полёт пилота вертолёта в нетрезвом состоянии. |
| 04 сентября 1969 | 68071          | Оренбургская область, Домбаровский район, близ пос. Домбаровка                                  | 2/2    | Преступные действия пилота находившегося в состоянии алкогольного опьянения и производстве самовольного полёта ночью в пьяном состоянии. |
| 04 октября 1969  | 68104          | Ставропольский край, Изобильненский район, 4 км севернее станицы Филимоновская                  | 2/2    | Разрушение правых нижнего и верхнего узлов крепления хвостовой балки в полёте. |
| 18 мая 1970      | 17829          | Якутская АССР, площадка Борулах                                                                 | 4/4    | набор высоты, ошибка экипажа, столкновение с Ми-4 |
| 19 июня 1970     | 17952          | Бурятская АССР, Муйский район, 15 км западнее н. п. Улан-Макит                                  | 1/3    | Запоздалое решение на возврат из-за ухудшения метеоусловий и поспешно производство посадки на площадку, подобранную с воздуха. |
| 26 сентября 1970 | 17944          | Туркменская ССР, Марыйская область, 20 км севернее Уч-Тепе                                      | 1/1    | Столкновение с проводами ЛЭП. Пилот находился в состоянии алкогольного опьянения. |
| 25 ноября 1970   | 17878          | Казахская ССР, Уральская область, Джангалинский р-н, 12 км юго-восточнее а/п Кысык-Камыс        | 4/4    | Вертолёт попал в сильный туман, пилот снизился ниже безопасной высоты и потерял пространственное положение. |
| 19 мая 1971      | 17890          | Казахская ССР, Гурьевская область, 10 км северо-западнее Айбаса                                 | 3/3    | Предположительно отвлечение внимание пилота вертолёта. Вертолёт потерял скорость и управляемость и попал в «вихревое кольцо». Пилот пытался вывести вертолёт из вихревого кольца, но из-за недостатка высоты столкнулся с землёй и потерпел катастрофу. |
| 23 сентября 1972 | 68012          | Казахская ССР, Кокчетавская область, 32 км южнее г. Кокчетав                                    | 1/3    | Полёт ниже безопасной высоты. Пилот своевременно не заметил провода ЛЭП. |
| 24 сентября 1972 | 40481          | Саратовская область, Новоузенский район, 1 км северо-восточнее н. п. Александров-Гай            | 1/2    | В разгоне потерял управляемость. Установить однозначную причину потери управляемости вертолётом не представлялось возможным вследствие полного разрушения кабины пилота и органов управления. |
| 2 октября 1972   | 17774          | Чечено-Ингушская АССР, район а/п Грозный                                                        | 2/2    | Обрыв хвостовой балки в полёте в результате разрушения её изогнувшимся хвостовым валом. |
| 5 февраля 1973   | 17958          | Кабардино-Балкарская АССР, Терский район, близ н. п. Верхний Курп                               | 1/3    | Главной причиной катастрофы явилось снижение до высоты ниже безопасной в процессе разворота в снежном заряде при ограниченной видимости в сумерках. |
| 10 марта 1973    | 40359          | Новосибирская область, Барабинский район, близ а/п Барабинск                                    | 2/2    | Истинную причину катастрофы установить не удалось из-за значительного разрушения вертолёта и последующего пожара. Возможно потеря продольно-поперечной управляемости. |
| 10 августа 1974  | 10175          | Томская область, Асиновский район, н. п. Батурино                                               | 1/3    | Преступные действия пилота и лётчика-наблюдателя выразившиеся в самовольном вылете в пьяном состоянии. |
| 11 августа 1974  | 14873          | Казахская ССР, Кзыл-Ординская область, свх. «Куандарья», Кармакчинский район                    | 2/2    | Причина катастрофы грубое нарушение дисциплины пилотом выразившееся в самовольном вылете ночью в нетрезвом состоянии. |
| 19 мая 1975      | 68085          | Красноярский край, 6 км северо-западнее а/п Дудинка                                             | 2/2    | ошибка экипажа, сложные метеоусловия, отказ техники |
| 23 декабря 1975  | 68121          | Тюменская область, ХМАО, Октябрьский район, 12 км южнее н. п. Шеркалы                           | 3/3    | Резкое ухудшение погоды, вертолёт попал в условия ограниченной видимости в результате чего пилот потерял пространственное положение над безориентирной местностью. |
| 17 февраля 1976  | 20301          | Казахская ССР, Джамбульская область, 17 км северо-восточнее Каратау                             | 2/2    | Причиной катастрофы явилось разрушение лопастей Р1200-00 несущего винта вследствие нарушения его нормальной работы и ударов лопастей НВ по хвостовой балке вертолёта в полёте. |
| 25 апреля 1976   | 68088          | Казахская ССР, Актюбинская область, 18 км юго-западнее а/д КС-10 (Бозой), Челкарский район      | 1/3    | Причины катастрофы: полёт на недопустимо малой высоте, кратковременный перебой в работе двигателя. |
| 22 июня 1976     | 17813          | Саратовская область, Перелюбский район, 18 км юго-западнее н. п. Бригадировка                   | 2/3    | Столкновение вертолёта с проводом ЛЭП из-за выполнение взлёта в зоне влияния «воздушной подушки» в сторону препятствий, высота и расстояние до которых не отвечала требованиям РЛЭ Ми-1. |
| 13 сентября 1976 | 17849          | Иркутская область, Нижнеудинский район, верховья реки Икей, 110 км южнее аэропорта Нижнеудинск  | 2/3    | Изменения режима работы двигателя из-за неустойчивой его работы и снижения мощности. Вынужденная посадка, разрушение и пожар вертолёта. Точная причина не установлена из-за полного разрушения вертолёта. Возможно кратковременный отказ двигателя из-за технической неисправности. |
| 18 июля 1977     | 40419          | Тувинская АССР, Каа-Хемский район, н. п. Чодуралыг                                              | 1/3    | Пилот не справился с управлением. Причина: пилотирование вертолёта на недопустимо малой высоте с недозволенными эволюциями. |
| 28 февраля 1978  | 17857          | Кабардино-Балкарская АССР, близ Нальчика                                                        | 2/2    | Тренировочный полёт. Туман, резкое ухудшение видимости. Причиной катастрофы вертолёта является потеря экипажем пространственного положения при заходе на посадку в условиях тумана. |

## Сохранившееся экземпляры
| Тип                     | Бортовой номер                     | Местонахождение                                      | Изображение                                                                    |
| ----------------------- | ---------------------------------- | ---------------------------------------------------- | ------------------------------------------------------------------------------ |
| Ми-1                    | CCCP-02299                         | Государственный музей авиации, аэропорт Жуляны, Киев |                                                                                |
| Ми-1                    | RA-00137                           | «Малый аэропорт», Хабаровск                          |                                                                                |
| Ми-1М                   | СССР-81546                         | Пески, Петрозаводск                                  | Внешние изображения (фото Бориса Зубковича) https://russianplanes.net/id224707 |
| Внешние изображения     |                                    |                                                      |                                                                                |
| (фото Бориса Зубковича) |                                    |                                                      |                                                                                |
|                         | https://russianplanes.net/id224707 |                                                      |                                                                                |